# 酒井高德
酒井高德（1991年3月14日—），日本職業足球運動員，司職左後衛，現時效力日職球隊神戶勝利船，前日本國家足球隊成員。

## 早期经历
酒井高德出生在美国纽约市，父亲是日本人，母亲是德国人。2岁时回到日本，居住在新潟县三条市。10岁时和他的弟弟酒井宣福一起开始接受正规的足球训练，2006年入读開志学園高等学校，正式进入日职球会新潟天鹅的青训体系。

## 俱樂部生涯

### 新潟天鵝
2008年，在酒井高德就读高三的时候就作为特别指定球员注册参加日职联赛。11月15日，年仅17岁的酒井高德在新潟天鹅对阵FC东京的天皇杯比赛中首次亮相。
2009年，酒井高德和新潟天鹅正式签约。3月7日，酒井高德在日职联赛第一轮新潟天鹅和FC东京的比赛中出场，首次在联赛中亮相。
2011年10月1日，酒井高德在新潟天鹅和横滨水手的比赛中踢进职业生涯的首个进球。

### 斯圖加特
2011年底，德甲老牌球队斯图加特宣布租借酒井高德一个半赛季。在斯图加特的一年半租期内，酒井高德凭借自身努力与实力，在球队站稳脚跟并赢得主力位置。酒井高德凭借着稳健的表现成功迎来斯图加特的一纸合约，于2013年1月正式转会斯图加特。效力斯图加特四个赛季，共代表球队各项赛事出场106次，贡献2粒进球及11次助攻。作为后场多面手，酒井高德可以胜任左后卫、中后卫甚至后腰。

### 漢堡
2015-2016赛季，酒井高德离开了斯图加特，以70万欧元的转会费加盟汉堡 。效力汉堡四个赛季，共代表球队出场124次，贡献1粒进球及5次助攻。
在2016-2017赛季，酒井高德被时任主帅马库斯·吉斯多尔任命为球队队长，成为首位担任德甲球队队长的日本球员。虽然队友们对此颇有微词，但酒井高德用自己敬业的表现和感染力慢慢打动了队友，在酒井高德的带领下，球队完成保级大业。
虽然在2017-2018赛季结束后，汉堡队降级，作为队长的酒井高德仍留队参加2018-2019赛季的德乙联赛。

### 神戶勝利船
2019年夏天，酒井高德回归日职联赛，加盟神户胜利船 。本赛季，酒井高德随队闯入亚冠东亚区决赛，有机会赢得个人职业生涯第一个亚冠冠军。

## 国家队生涯
酒井高德曾入选日本各个级别的国家青年队，他曾经代表日本U20足球代表隊参加在中国举行的2010年亚足联U19青年锦标赛。他又入选了日本国家足球队参加2011年亚洲杯足球赛的最终23人名单，但由于伤病被森脇良太所取代。
2012年9月6日，在日本客场1-0战胜阿联酋的国际友谊赛中，酒井高德完成自己的国家队首秀。
由于后卫伊野波雅彦的受伤退出日本国家队本次欧洲集训比赛，昨日日本足协紧急召集了效力于德甲斯图加特的后卫酒井高徳，来代替伊野波的名额。
2013年3月22日，在日本客场2-1战胜加拿大的国际友谊赛中，酒井高德打入了自己的首个国家队进球。
由于國家隊涌现众多出色的年轻球员，所以他在2018年世界盃之后决定从国家队退役。

## 榮譽
斯圖加特
- 德国足协杯 亞軍：2012–13

神戶勝利船
- 天皇杯：2019
- 日本超級盃：2020[11]

## 外部連結
- 後援会ブログ （页面存档备份，存于）
- 酒井高徳/Gotoku Sakai的X（前Twitter）
- GotokuSakai_official的Instagram帳戶